# Прогрес M-02M
Прогрес М-02М — транспортний вантажний космічний корабель (ТВК) серії «Прогрес», запущений до Міжнародної космічної станції. 33-й російський корабель постачання МКС. Серійний номер 402.

## Мета польоту
Доставка на МКС понад 2500 кілограмів різних вантажів, у числі яких паливо, кисень, продукти харчування, наукова апаратура, новий скафандр для роботи у відкритому космосі «Орлан-МК», додаткове обладнання для російського і американського сегментів станції, а також посилки для екіпажу орбітальної станції.
Основними завданнями польоту ТВК є продовження льотних випробувань модернізованої системи управління рухом, навігацією і модернізованої системи бортових вимірювань.

## Хроніка польоту
- 07.05.2009, 21:37:09 (MSK), (18:37:09 UTC) — запуск із космодрому Байконур;[2]
- 12.05.2009, 22:24:23 (MSK), (19:24:23 UTC) — здійснена стиковка з МКС до стикувального вузла на агрегатному відсіку службового модуля «Пірс». Процес зближення і стикування проводився в автоматичному режимі;
- 30.06.2009, 21:29:43 (MSK), (18:29:43 UTC) — ТВК відстикувався від МКС і відправився в автономний політ;
- 12.07.2009, 21:04 (MSK), (19:04 UTC) — здійснено тестове зближення ТВК «Прогрес М-02М» з новим причалом службового модуля «Зірка» МКС. ТВК підлетів до стикувального вузла на відстань 17 метрів, далі була дана команда на відведення корабля від орбітальної станції.

## Наукова робота
В ході автономного польоту були проведені льотні випробування модернізованих систем ТВК.